# Cudjoe Lewis
Cudjoe Kazoola Lewis,  né vers 1841 et mort le 17 juillet 1935, est l'avant-dernier survivant adulte de la traite atlantique des esclaves entre l'Afrique et les États-Unis. Né Oluale Kossola il est  également connu sous le nom de Cudjo Lewis. Avec 115 autres captifs africains, il a été amené aux États-Unis à bord du navire Clotilda en 1860. Les captifs ont été débarqués dans les bras morts de la rivière Mobile, près de Mobile, en Alabama, et cachés aux autorités. Le navire a été sabordé pour éviter d'être découvert et est resté inconnu jusqu'en mai 2019.

## Biographie
Après la guerre civile et l'émancipation, Lewis et d'autres membres du groupe Clotilda sont devenus libres. Plusieurs d'entre eux ont fondé une communauté à Magazine Point, au nord de Mobile, en Alabama. Ils y ont été rejoints par d'autres personnes nées en Afrique. Connue aujourd'hui sous le nom d'Africatown Historic District, cette communauté a été inscrite au Registre national des lieux historiques en 2012.
Dans sa vieillesse, Kossola a préservé les expériences des captifs de la Clotilda en racontant l'histoire du groupe à des visiteurs, dont l'artiste et auteur Emma Langdon Roche et l'auteur folkloriste Zora Neale Hurston. Il vécut jusqu'en 1935 et fut longtemps considéré comme le dernier survivant du Clotilda, jusqu'à ce que l'historienne Hannah Durkin identifie deux survivants du Clotilda ayant vécu plus longtemps et ayant fait le voyage alors qu'ils étaient enfants : Redoshi, décédé en 1937, et Matilda McCrear, décédée en 1940,.

### Enfance et esclavage

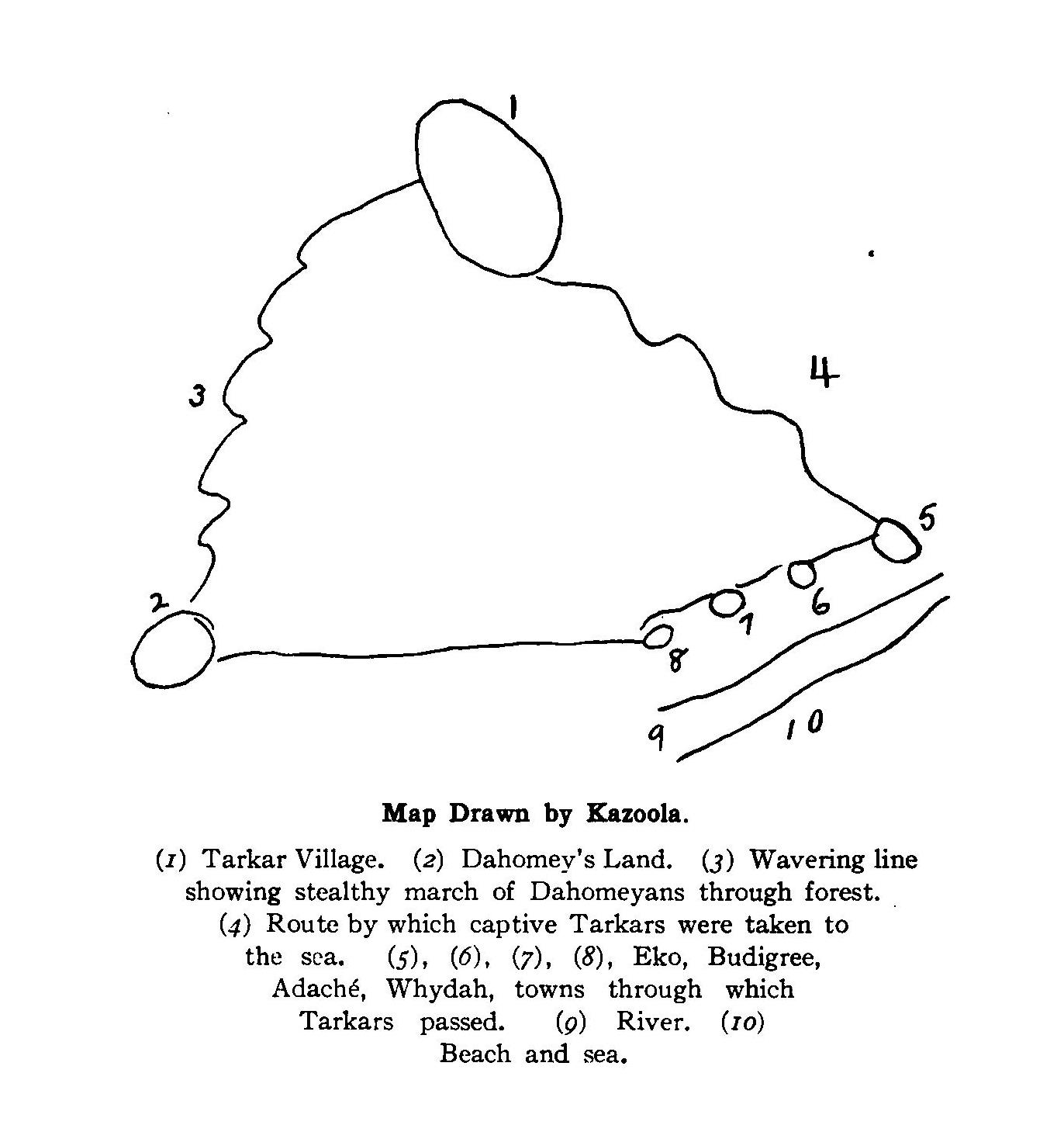
Une carte dessinée par Lewis pour illustrer sa capture

Il est né sous le nom de Kossola ou Oluale Kossola, vers 1841 en Afrique de l'Ouest. Les Américains transcrivent plus tard son prénom en "Kazoola". En analysant les noms et les autres mots attribués aux fondateurs d'Africatown, l'historienne Sylviane Diouf a conclu que lui et la plupart des autres membres de la communauté d'Africatown appartenaient au peuple Yoruba de la région de Banté au Bénin. Le père de Lewis était Oluwale (ou Oluale) et sa mère Fondlolu; il avait cinq frères et sœurs et douze demi-frères et demi-sœurs par l'intermédiaire des deux autres épouses de son père.
Les chercheurs Emma Langdon Roche et Zora Neale Hurston, ainsi que ceux qui ont utilisé leurs travaux, ont appelé Lewis et ses compagnons de captivité "Tarkars", sur la base de son récit. Diouf pense que le terme "Tarkar" peut provenir d'un malentendu sur le nom de leur roi local ou le nom de leur village.
En avril ou mai 1860, son village est attaqué et Lewis est fait prisonnier par des amazones dirigées par le roi Glele du Dahomey, lors d'un raid annuel d'esclaves pendant la saison sèche,.   Avec d'autres captifs, il est emmené au port négrier de Ouidah et vendu au capitaine William Foster du Clotilda, un navire américain récemment construit à Mobile, en Alabama, et appartenant à l'homme d'affaires Timothy Meaher. L'importation d'esclaves aux États-Unis était illégale depuis 1808, mais des esclaves étaient encore régulièrement introduits clandestinement depuis la Cuba espagnole.
Des rapports affirment que Meaher avait pleinement l'intention d'enfreindre la loi et qu'il avait parié 100 000 dollars avec un homme d'affaires qu'il parviendrait à échapper à l'interdiction de la traite des esclaves dans l'Atlantique. Dans une situation similaire, les propriétaires du Wanderer, qui avait illégalement amené des esclaves en Géorgie en 1858, ont été accusés et jugés pour piraterie par un tribunal fédéral américain à Savannah en mai 1860, mais ont été acquittés par le jury.
Lorsque la Clotilda atteint la côte du Mississippi en juillet 1860, le gouvernement fédéral des États-Unis a été alerté de ses activités et Timothy Meaher, son frère Burns et leur associé John Dabney sont arrêtés et accusés de possession illégale de captifs. Cependant, il s'est écoulé près de cinq mois entre la fin du mois de juillet 1860, date à laquelle des assignations et des mandats de saisie ont été émis à l'encontre des Meahers et de Dabney, et la mi-décembre, date à laquelle ils les ont reçus. Pendant cette période, les captifs ont été dispersés et cachés, et sans leur présence physique comme preuve, l'affaire a été classée en janvier 1861,.
Jusqu'à la fin de la guerre civile (1861- 1865), Lewis et ses compagnons ont vécu ,de facto, comme des esclaves  de Meaher, de ses frères ou de leurs associés. Lewis est acheté par James Meaher, pour qui il travaille comme matelot sur un bateau à vapeur. C'est à cette époque qu'il est connu sous le nom de "Cudjo Lewis". Il expliquera plus tard qu'il avait suggéré "Cudjo", un nom de jour généralement donné aux garçons nés un lundi, comme alternative à son prénom lorsque James Meaher avait des difficultés à prononcer "Kossola".
Le nom "Cudjo" ressemble à "Kodjoe", un nom populaire au Ghana, où il est également donné aux personnes nées le lundi. Cudjoe ou Kudzo est un autre nom que Kodzo, donné aux enfants de sexe masculin dans les tribus de langue gbe, qui s'étendent du sud-est du Ghana au sud-ouest du Nigeria. Ses ravisseurs étaient des Fon, une branche de ce groupe linguistique. L'historien Diouf suppose que le nom de famille "Lewis" est une transformation du nom de son père, Oluale, qui partage le son "lu" ; dans son pays d'origine, l'analogie la plus proche de ce que les locuteurs de l'anglais américain entendent par nom de famille aurait été un patronyme.

## La vie à Africatown

### Création d'Africatown

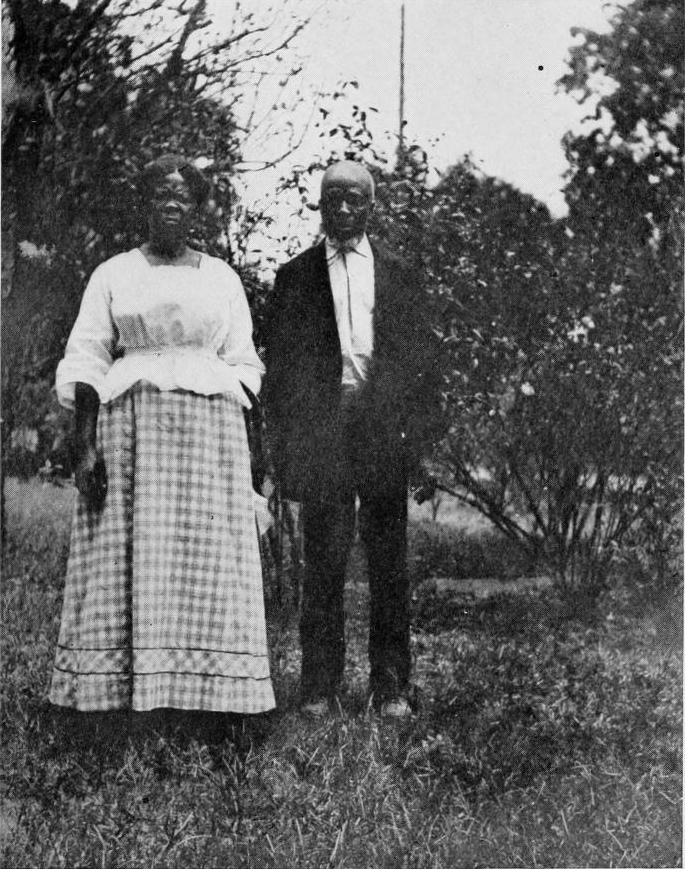
Lewis et son compatriote survivant de Clotilda, Abaché (Clara Turner) c. 1914. Le groupe Clotilda comptait alors huit membres survivants.

Pendant leur période d'esclavage, Lewis et de nombreux autres captifs de Clotilda se trouvaient dans une zone située au nord de Mobile, connue sous le nom de Magazine Point, de Plateau ou de "Meaher's hammock", où les Meahers possédaient un moulin et un chantier naval. Bien que situé à seulement trois miles de la ville de Mobile, cet endroit était isolé, séparé de la ville par un marécage et une forêt, et n'était facilement accessible que par voie d'eau.
Après l'abolition de l'esclavage et la fin de la guerre civile, les captifs de Clotilda ont essayé de trouver de l'argent pour retourner dans leur pays. Les hommes travaillaient dans des scieries et les femmes cultivaient et vendaient des produits, mais ils ne parvenaient pas à réunir suffisamment de fonds. Après avoir réalisé qu'ils ne pourraient pas retourner en Afrique, le groupe charge Lewis de demander à Timothy Meaher une concession de terre. Devant son refus, les membres de la communauté continuent à collecter de l'argent et commencent à acheter des terres autour de Magazine Point. Le 30 septembre 1872, Lewis achète environ deux acres de terre dans la région du Plateau pour 100 $ (~2 443 $ en 2022).
Ils ont développé Africatown comme une communauté noire autonome et indépendante. Le groupe a nommé des dirigeants chargés de faire respecter les normes communautaires issues de leur origine africaine commune. Ils ont également mis en place des institutions, notamment une église, une école et un cimetière. Mme Diouf explique qu'Africatown était unique parce qu'il s'agissait à la fois d'une "ville noire", habitée exclusivement par des personnes d'ascendance africaine, et d'une enclave de personnes nées dans un autre pays. Elle écrit : "Les villes noires étaient des refuges contre le racisme, mais Africatown était un refuge contre les Américains".
In 1914, Emma Langdon Roche noted that the surviving founders of Africatown preferred to speak among themselves in their own language. She describes the adults' English as "very rough and not always intelligible, even to those who have lived among them for many years". However, the inhabitants also adopted certain American customs, notably Christianity. Lewis converted in 1869, joining a Baptist church.

### Mariage et vie de famille
Au milieu des années 1860, Lewis établit une union de fait avec une autre survivante de Clotilda, Abile (américanisée sous le nom de "Celia"). Ils se sont officiellement mariés le 15 mars 1880, en même temps que plusieurs autres couples d'Africatown. Ils sont restés ensemble jusqu'à la mort d'Abile en 1905.
Ils ont eu six enfants, cinq fils et une fille, à qui ils ont donné un nom africain et un nom américain. Leur fils aîné, Aleck (ou Elick) Iyadjemi (qui signifie "j'ai souffert" en yorùbá), est devenu épicier ; il a emmené sa femme vivre dans une maison sur les terres de son père. Diouf décrit cet arrangement comme un "complexe familial" de style Yorùbá. Un autre fils, Cudjoe Feïchtan, a été tué par un shérif adjoint noir en 1902. Lewis survécut à sa femme et à tous ses enfants. Il a permis à sa belle-fille Mary Wood Lewis, à ses petits-enfants et à son second mari Joe Lewis (sans lien de parenté) de rester dans leur maison dans le complexe.
Lewis travaille comme fermier et ouvrier jusqu'en 1902, lorsque son chariot est endommagé et qu'il est blessé lors d'une collision avec un train à Mobile. Comme il n'était pas en mesure d'effectuer des travaux lourds, la communauté le nomma sacristain de l'église. En 1903, l'église prit le nom d'Union Missionary Baptist Church.

### Participation aux institutions américaines
Bien que les anciens esclaves américains nés dans le pays soient devenus des citoyens lors de l'adoption du quatorzième amendement à la Constitution des États-Unis en juillet 1868, ce changement de statut ne s'est pas appliqué aux membres du groupe Clotilda, qui étaient nés à l'étranger. Cudjo Kazoola Lewis a été naturalisée américaine le 24 octobre 1868.
Lewis a eu recours au système juridique américain en 1902 après avoir été blessé lors d'une collision entre un buggy et un train. La Louisville and Nashville Railroad ayant refusé de lui verser des dommages-intérêts, il a engagé un avocat, a poursuivi la compagnie ferroviaire et a obtenu un important règlement de 650,00 dollars. La décision a été annulée en appel.

## Rôle de conteur et d'historien
Dans le premier quart du XXe siècle, Lewis a commencé à servir d'informateur pour des chercheurs et d'autres écrivains, partageant l'histoire des Africains de Clotilda, ainsi que des histoires et des contes traditionnels. Emma Langdon Roche, écrivaine et artiste basée à Mobile, a interviewé Lewis et les autres survivants pour son livre Historique "Sketches of the South", publié en 1914. Elle a décrit leur capture en Afrique, leur mise en esclavage et leur vie à Africatown. Ils lui ont demandé d'utiliser leurs noms africains dans son livre, dans l'espoir qu'il parvienne à leur pays d'origine "où certains pourraient se souvenir d'eux".
En 1925, Lewis était considéré comme le dernier survivant africain de la Clotilda ; il a été interviewé par Arthur Huff Fauset, éducateur et folkloriste de Philadelphie. En 1927, Fauset publie dans le Journal of American Folklore deux des contes animaliers de Lewis, "T'appin's magic dipper and whip" et "T'appin fooled by Billy Goat's eyes", ainsi que "Lion Hunt", son récit autobiographique de la chasse en Afrique.

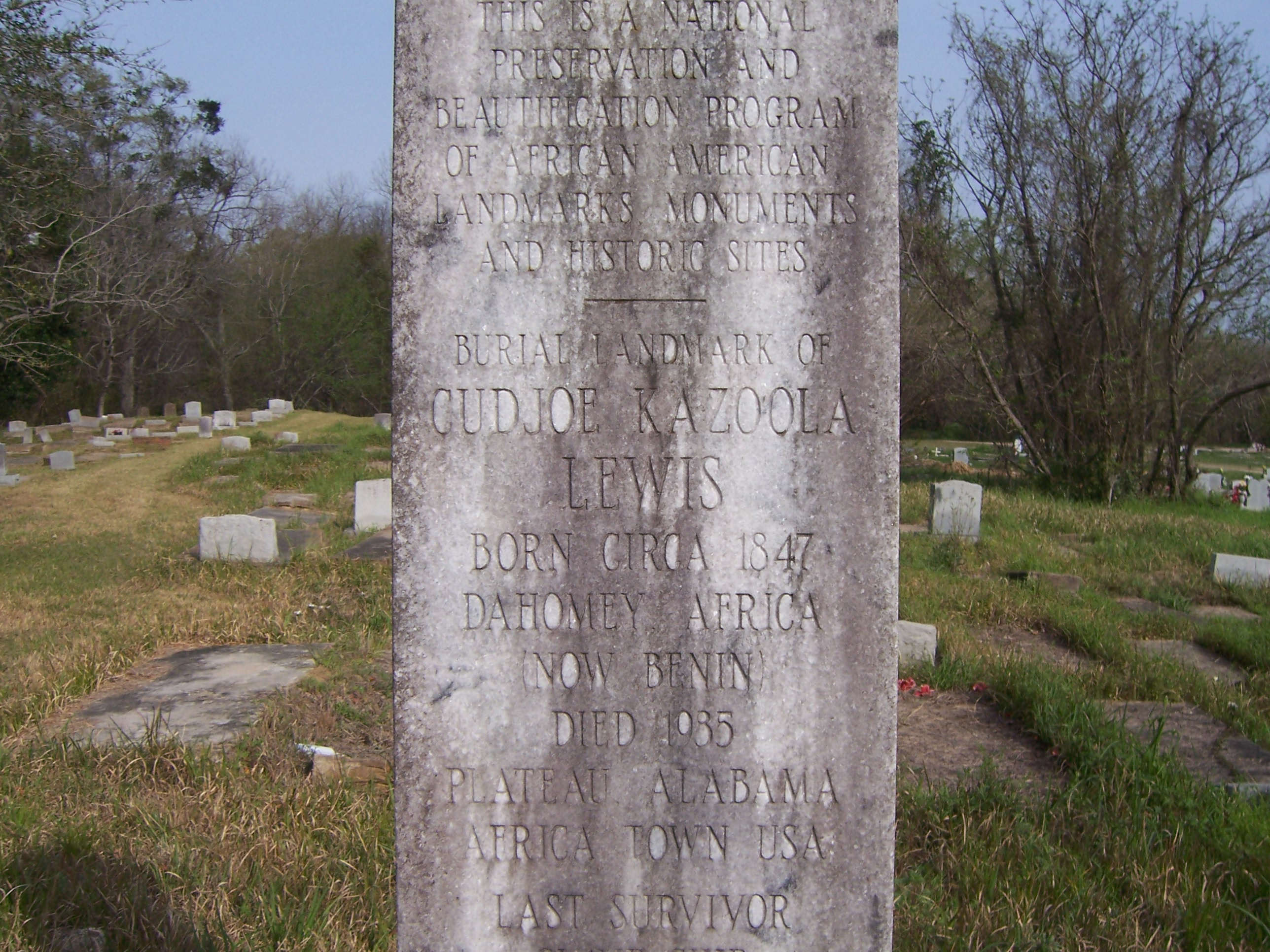
Marqueur commémoratif de Lewis au cimetière du Plateau, Africatown

En 1927, Lewis a été interviewé par Zora Neale Hurston, alors étudiante en anthropologie devenue folkloriste. L'année suivante, elle publie un article intitulé "Cudjoe's Own Story of the Last African Slaver" (1928). Selon son biographe Robert E. Hemenway, cet article plagie largement le travail d'Emma Roche, même si Hurston y ajoute des informations sur la vie quotidienne dans le village natal de Lewis, Banté.
En 1928, Hurston est revenue avec des ressources supplémentaires ; elle a mené d'autres entretiens avec Kossula, pris des photos et enregistré ce que l'on pensait être la seule séquence filmée connue d'un Africain ayant été victime de la traite des esclaves vers les États-Unis (bien qu'un autre survivant de Clotilda, qui lui a survécu, ait également été filmé brièvement). Sur la base de ce matériel, elle a rédigé un manuscrit, Barracoon, que Hemenway décrit comme "un récit hautement dramatique et sémantique destiné au lecteur populaire",.
Après cette série d'interviews, la philanthrope Charlotte Osgood Mason, mécène littéraire de Hurston, apprend l'existence de Lewis et commence à lui envoyer de l'argent pour le soutenir. Lewis a également été interviewé par des journalistes pour des publications locales et nationales.
Le livre de Hurston, Barracoon : The Story of the Last "Black Cargo" n'a été publié qu'en 2018, dans une édition annotée.

## Héritage
Cudjo Lewis est mort le 17 juillet 1935 et a été enterré au cimetière du Plateau à Africatown. Depuis sa mort, son statut d'un des derniers survivants de la Clotilda et les documents écrits créés par ses enquêteurs ont fait de lui un personnage public de l'histoire de la communauté.
- En 1959, un buste commémoratif de Lewis a été érigé devant l'église baptiste missionnaire Union d'Africatown, au sommet d'une pyramide de briques fabriquée par les captives de Clotilda . Elle a été réalisée au nom de la Ligue Progressiste d’Africatown.
- En 1977, l'Association pour l'étude de la vie et de l'histoire des Noirs (aujourd'hui l'Association pour l'étude de la vie et de l'histoire des Afro-Américains ) a commémoré Lewis et le groupe Clotilda.
- Vers 1990, le chapitre des anciens élèves de la ville de Mobile et de Mobile de la sororité Delta Sigma Theta a érigé un marqueur commémoratif pour Lewis dans le cimetière du Plateau[35].
- En 2007, deux cinéastes africains ont fait don d'un buste de Lewis au centre d'accueil d'Africatown. Il a été gravement endommagé par le vandalisme en 2011. [36]
- En 2010, des archéologues du College of William and Mary ont fouillé le site de Lewis à Africatown, ainsi que ceux de deux autres résidents, à la recherche d'artefacts et de preuves de pratiques africaines dans la vie quotidienne des fondateurs aux États-Unis.
- Barracoon : L'histoire du dernier « Black Cargo », le récit de Zora Neale Hurston sur la vie de Lewis, a été publié pour la première fois en 2018.